# حديث الثقلين
حديث الثقلين هو حديث نبوي صحيح عند أهل السنة والجماعة والشيعة (مع اختلاف الرواية بينهما) مرويٌ عن الرسول محمد في يوم 18 من ذي الحجة سنة 10 هـ، في طريق عودته بعد حجة الوداع في غدير يُدعى خُم قُرب الجحفة.
يستند عليه الشيعة مع مجموعة من الأحاديث الأخرى في أحقية علي بن أبي طالب في الإمامة والخلافة ووجوب اتباعهم وطاعتهم بعد وفاة الرسول محمد. بينما يعتقد أهل السنة والجماعة بأنَّه دلالة على منزلة علي بن أبي طالب العالية، ولا يستوجب أحقيته بالخلافة.

## سبب تسمية الحديث بالثقلين
أما سبب تسمية هذا الحديث بالثقلين فيعود إلى وجود كلمة «الثقلين» فيه، والمراد من الثقلين هنا هو:
- القرآن الكريم الذي هو الثِقْلُ الأكبر.
- العترة وهم أهل البيت النبوي ( فاطمة وعلي و اولادهما ) الذين هم الثِقْلُ الأصغر.

## نص حديث الثقلين
رَوى المحدثون هذا الحديث بصيغٍ متفاوتة من حيث اللّفظ، إلّا أنّ هذه النّصوص تتحد في المعنى والمضمون، ولعلّ السّبب في هذا الاختلاف يعود إلى أنّ الرّسول هو الّذي أدلى بهذا الحديث بصيغٍ مختلفة في مواطن مختلفة ومناسبات عديدة. وفيما يلي نشير إلى نموذجين من الصِّيغ المرويّة لهذا الحديث.

### عند الشيعة
روي عن زيد بن أرقم في عن رسول الله: 
| حديث الثقلين | قام النبي محمد يوماً فينا خطيباً بماء يدعى خُماً بين مكة والمدينة، فحمد الله وأثنى عليه، ووعظ وذكَّر، ثم قال :" أما بعد، ألا أيها الناس، فإنّما أنا بشر يوشك أن يأتي رسول ربي فأجيب، وأنا تارك فيكم ثقلين، أولهما كتاب الله فيه الهدى والنور، فخذوا بكتاب الله واستمسكوا به " فحَثَّ على كتاب الله ورغَّبَ فيه، ثم قال :" وأهل بيتي، أذكِّرَكُمُ الله في أهل بيتي، أذكِّرَكُمُ الله في أهل بيتي، أذكِّرَكُمُ الله في أهل بيتي " | حديث الثقلين |

روي عن أبي سعيد الخدري في حديث عن محمد أنه قال: 
| حديث الثقلين | إنّي أُوشكُ أن أُدعى فأُجيب، وإني تاركٌ فيكم الثَّقَلَين، كتابَ اللهِ عَزَّ وجَلَّ، وعِتْرَتي، كتاب الله حَبلٌ ممدود من السماء إلى الأرض، وعترتي أَهْلُ بيتي، وإن اللطيف الخبير أَخبرني أَنهما لَن يفترقا حتى يَرِدا عليّ الحوض، فَانْظُرُوني بِمَ تَخلُفُونِي فيهما. | حديث الثقلين |

### عند أهل السنة
روي عن  زيد بن أرقم في قال رسول الله: 
| حديث الثقلين | "أنا تاركٌ فِيكم ثَقلينِ: أوَّلهما: كتابُ الله، فيه الهُدى والنُور؛ فخُذوا بكتاب الله، واستمسِكوا به، فحثَّ على كِتاب الله ورغَّب فيه، ثم قال: وأهلُ بَيْتي، أُذكِّركم اللهَ في أهلِ بيتي، أُذكِّركم اللهَ في أهل بيتي، أُذكِّركم الله في أهلِ بَيتي". | حديث الثقلين |